# 마이클 스위프트
마이클 오언 스위프트(영어: Michael Owen Swift, 1987년 3월 26일~)는 캐나다 출신 대한민국의 아이스하키 선수로 포지션은 센터이다. 과거 아시아리그 아이스하키 하이원 아이스하키단와 대명 킬러웨일즈에서 공격수를 맡았다. 2014년 1월 21일 우수 인재 특별 귀화를 통해 대한민국 국적을 취득했다.

## 경력
2008년 4월 19일 내셔널 하키 리그의 뉴저지 데블스의 마이너리그 팀인 로웰 데블스에 입단했다. 2010-11 시즌에 패트릭 데이비스와 함께 우스터 샤크스로 트레이드 되었으며 2011년을 끝으로 AHL 선수 생활을 마감했다. 2011년 대한민국으로 건너와 2012년 아시아리그 아이스하키 팀인 하이원 아이스하키단에 입단해 활동했다.